# 迦太基 (緬因州)
迦太基（英語：Carthage）是一個位於美國緬因州富蘭克林縣的市鎮。

## 人口
根據2020年美國人口普查的數據，迦太基的面積為86.66平方千米，當中陸地面積為86.32平方千米，而水域面積為0.34平方千米。當地共有人口509人，而人口密度為每平方千米6人。